# 인 트리트먼트
《인 트리트먼트》(영어: In Treatment)는 2008년부터 2010년까지 방영된 드라마이다.